# Fernand Herbo
Pour les articles homonymes, voir Herbo.
Fernand Herbo est un peintre et lithographe de Montmartre établi à Honfleur (Calvados), né à Orchies le 28 mars 1905 et mort à Équemauville le 21 août 1995. Il est nommé peintre de la Marine nationale en 1944.

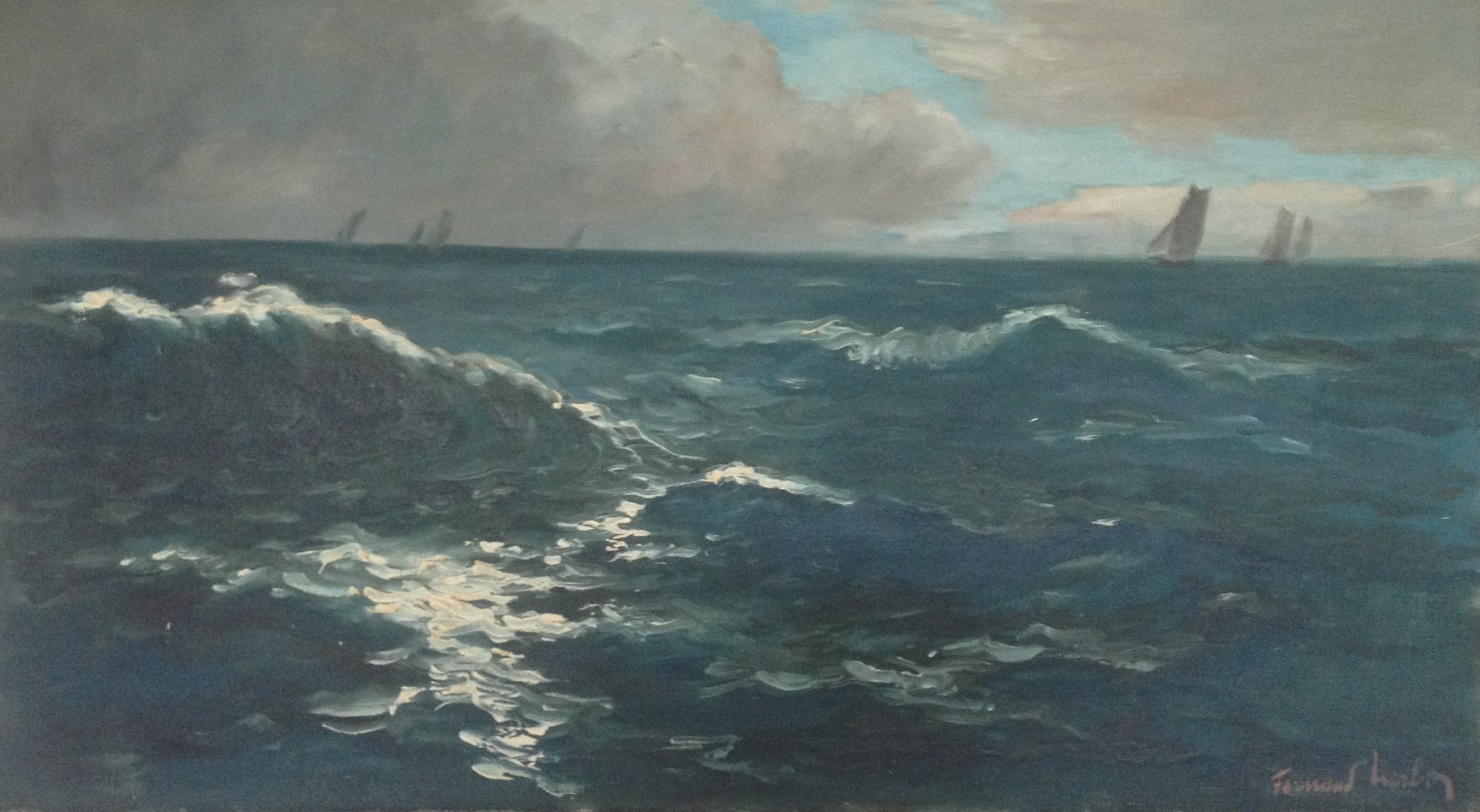
Marine, Fernand Herbo

## Biographie
Sa passion très tôt affirmée pour le dessin détourne Fernand Herbo d'une carrière dans les chemins de fer à laquelle le destinait son père, lui-même cheminot. Dans sa jeunesse à Montmartre, il réalise des affiches, des décors de théâtre et de cinéma, et côtoie notamment les peintres Maurice de Vlaminck et Othon Friesz.

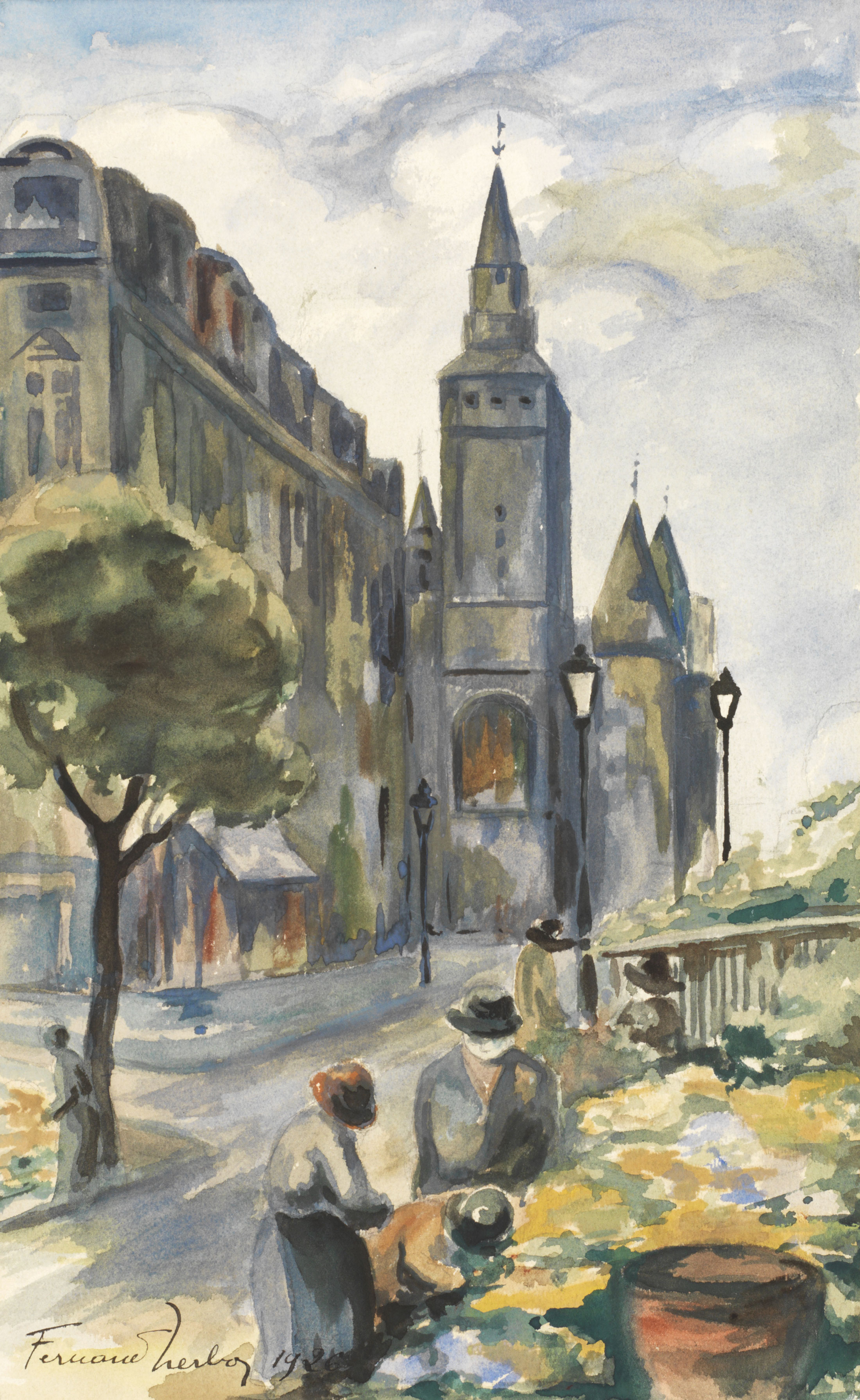
Fernand Herbo - Rue animée, 1926

En 1938, Herbo quitte son domicile du 256, rue Marcadet dans le 18e arrondissement de Paris et s’installe définitivement à Honfleur. Son œuvre, puissante et empreinte de couleurs sombres, dédiée à la mer, aux bateaux et aux ports, lui vaut d'être nommé peintre de la Marine nationale française en 1944. C’est à partir de cette date que sera apposée à sa signature l’ancre traditionnelle des Peintres de la Marine.
En 1945, l’État acquiert son œuvre Le quai de Jemmapes (1942), et l’attribue au musée national d'art moderne du Centre Georges-Pompidou.
Au début des années 1950, Fernand Herbo fait connaissance de la galeriste et poétesse française Katia Granoff qui l’expose dans sa nouvelle galerie de Honfleur. Katia Granoff, grande découvreuse de talents (elle exposa et révéla entre autres Marc Chagall et Othon Friesz, et favorisa la redécouverte de la série Les Nymphéas de Claude Monet) fait ainsi découvrir l’École de l’Estuaire de la Seine, dont Fernand Herbo est l’un des représentants.
Fernand Herbo ouvre à Honfleur avec son épouse Micheline en 1952 le Bar des artistes (situé 14 place Berthelot, il est devenu aujourd’hui le Bistrot des artistes), dont le plafond est entièrement décoré par Herbo et au-dessus duquel se trouve son atelier. Le Bar des artistes devient alors un lieu de rencontre des peintres de Honfleur.
Il est estimé que l'on doit à Fernand Herbo plus de mille œuvres, principalement des peintures à l’huile et des aquarelles. Cadre privilégié de sa peinture, la ville de Honfleur lui a rendu hommage en nommant l’un de ses quais de son nom. Montmartre, des sites de Vendée (Saint-Gilles-sur-Vie) et du Lot figurent également parmi ses thèmes.
Au soir de sa vie, avec son épouse Micheline, Fernand Herbo s'installe à Vasouy dans une grange ayant appartenu à Jean-Louis Barrault et Madeleine Renaud et qu'il transforme en demeure. Décédé le 21 août 1995, Fernand Herbo repose au cimetière de Vasouy, à Honfleur.

## Œuvres
(liste non exhaustive)
- S.d. :  Inondations à Saint-Pierre-sur-Dives , aquarelle, Sbg, dim. h: 50 cm x l: 65 cm, (vente Joelle Guerpillon-Bergeron, commissaire-priseur à Quimper, 31 juillet 2010, (lot no 118).
- 1926 : Rue animée, collection particulière.

## Expositions

### Expositions personnelles
- Galerie Bruno Martin-Caille, Paris, mai 1970[13].
- Galerie Katia Granoff, Honfleur, 1990, 1992, 1996[10].
- Expositions non datées : Galerie Arthur Boudin, Honfleur ; Royal Gallery, Deauville.

### Expositions collectives
- Salon des indépendants, Paris, dont 1931[6], 1950[10].
- Salon des peintres témoins de leur temps, musée Galliera, Paris, 1961 (thème : Richesses de la France ; œuvre : Honfleur : le vieux bassin)[14].
- Salon de la Marine, musée national de la Marine, Paris, 1962[15].
- Printemps en Normandie - Michel Beck (sculptures) ; Jacques Bouyssou, Jean Bréant, Fernand Herbo, Camille Hilaire, Michel Pinier, Jean-Pierre Pophillat, Claude Quiesse, André Raffin, Robert Savary, Gaston Sébire, Arthur Van Hecke (peintures), Galerie Robert Tuffier, Les Andelys, avril-mai 1986.
- De Bonnard à Georg Baselitz - Dix ans d'enrichissements du cabinet des estampes, Bibliothèque nationale de France, Paris, 1992[8].
- Expo-Express : la foire de Saint-Denis, musée d'art et d'histoire de Dreux, octobre 2009[16].
- Peintres de l'estuaire, musée Charles Léandre, Condé-sur-Noireau, hiver 2010-2011[17].
- Exposition maritime, galerie Art en Seine, Le Havre, novembre 2015[18].
- Le beffroi de Dreux - Les cinq cents ans du monument, maison Proximum des Bâtes, Dreux, octobre-novembre 2016[19].

## Réception critique
- « Il peint comme peignaient Jongkind, Boudin, Sisley, Monet, Lebourg, tous fils de l'Ouest aux brumes irisées, aux pluies odorantes. Mais, fidèle à la tradition impressionniste, il est personnel... Sans souci des modes fugitives et des snobismes éphémères, il fait ses toiles et ses aquarelles comme un pommier du pays fait ses pommes. L'instinct seul le guide, et aussi la joie, cette joie du créateur qui console de la vie. Fougue et poésie, probité et sincérité, voilà le secret de son talent qui émeut et qui enchante... » - Pierre Varenne[14]
- « C'est devant la mer que Herbo développe toute sa force pour en exprimer la couleur glauque, le tumulte ou l'harmonie, l'écume ou la paix. Herbo ,'est pas seulement un peintre de marine mais un vrai marin, une sorte de barde qui chante le "geste" de la mer : son mariage avec la terre normande. Dans les toiles de Herbo, le vrai sujet est constitué par brassage des éléments : eau, ciel et nuages, vent, terre, tantôt langoureusement mêlés, tantôt tragiquement dressés les uns contre les autres, en tempête, en gris et en violet, en vert et en jaune. Herbo compose une poésie plastique qui exprime autant la puissance intérieure des choses qui s'affrontent que la surface qu'il immobilise pour le plaisir du regard. » - André Thierry[13]
- « Depuis plus de soixante ans, Herbo poursuit à sa manière, celle d'un éternel jeune homme enthousiaste et curieux, son tour de France de la peinture. N'hésitant pas à passer d'un sujet grave ou dramatique à une évocation sereine ou enjouée, d'une gamme de coloris sombres à des tons plus vifs, des grands formats aux "tout-petits", de l'eau claire à l'huile grasse, Herbo suit son chemin, ignorant délibérément les modes. Libre également de tout assujettissement à des théories ou à des théoriciens, il ne cherche jamais à être théoricien lui-même. Mais, s'il est vrai qu'il n'a pas l'esprit scolastique, ayant toujours su se démarquer de tous (devanciers et contemporains) pour créer son propre mode d'expression, on se prend à croire, en considérant son œuvre, qu'il a entendu et assimilé les leçons des meilleurs maîtres, leçons reçues intuitivement par ces voies mystérieuses qui relient, hors du temps et de l'espace, les artistes véritables. » - Jean-Louis Vergeade[20]
- « On connaît mal les œuvres de jeunesse, leur sobriété, leur décision, leur construction bien affirmée : bon nombre des toiles - et surtout des aquarelles - qui passent en vente publique sont celles, très habiles et peut-être trop habiles, de la maturité ; elles sont presque toujours inspirées par Honfleur et la côte d'Opale, parfois par Paris et ses environs. » - Gérald Schurr[9]
- « Herbo est de ces "petits maîtres du XXe siècle", qui pour avoir pratiqué un art simple, direct et sans prétentions scolastiques, n'en ont pas moins fait preuve de beaucoup de talent et de sincérité. En 1950, au Salon des indépendants, il présentait encore un port qui fut très remarqué et qui rappelait, pour la sincérité de l'impression, le Friesz des paysages de la maturité. » - Dictionnaire Bénézit[10]

## Hommages
- Fernand Herbo a été nommé peintre de la Marine nationale en 1944.
- Honfleur a donné son nom à un quai de la ville, Le Mesnil-Esnard à une rue.

## Collections publiques
- Archives départementales du Calvados, Cabourg, aquarelle, 1936[21].
- Musée d'Art et d'Histoire de Dreux, La place Métezeau un jour de marché, huile sur toile, 1936[22].
- Musée d'Évreux, Paysage de rue sous la neige, aquarelle, 1938[23].
- Musée Eugène-Boudin de Honfleur (une salle porte le nom de l'artiste), vingt-trois tableaux de Fernand Herbo dont Conflans-Sainte-Honorine, 1942, et Les roulottes à Aubervilliers, 1970[24],[25],[26].
- Palais des Beaux-Arts de Lille, Le port de Saint-Nazaire, huile sur toile[27].
- Département des estampes et de la photographie de la Bibliothèque nationale de France, quatre lithographies : Neige sur Pernety, 1972 ; Barneville-Carteret, 1975 ; Gros temps à Goury (Cotentin), 1975 ; Honfleur, le petit port[8].
- Fonds d'art contemporain - Paris Collections, Paris :
  - Marine en Normandie, aquarelle 32,6x50cm[28] ;
  - Le port de Querqueville, gouache 64-79cm[29] ;
  - Le port de Honfleur, aquarelle 30x47cm, 1934[30] ;
  - Le port de Ouistreham, aquarelle 55x75cm, 1938[31].
- Musée du Louvre, Paris, Saint-Nazaire, le port, huile sur toile 60x81cm, vers 1946 (dépôt du Centre national des arts plastiques)[32].
- Fonds national d'art contemporain, Puteaux :
  - Béthune, le vieux canal, huile sur toile 60x81cm, vers 1952[33] ;
  - Le vieux bassin, la neige, huile sur toile 60x81cm, 1955[34].
- Musée national d'art moderne, Paris, Le quai de Jemmapes, huile sur toile, 1942[7].

## Collections privées
- Manoir des Impressionnistes, Honfleur[35].